# دستور الأرجنتين 1826

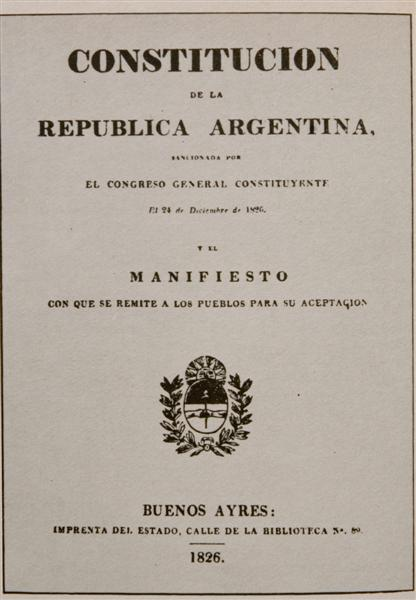
دستور الأرجنتين 1826.

دستور الأرجنتين 1826 كان دستور الأرجنتين قصير العمر تمت صياغته خلال الحروب الأهلية الأرجنتينية. تم تعيين برناردينو ريفادافيا رئيسًا للأرجنتين بموجب هذا الدستور. تم رفضه من قبل معظم المقاطعات الأرجنتينية، ثم ألغي.

## السياق
حرب الاستقلال الأرجنتينية التي بدأت في عام 1810 سرعان ما تبعتها الحروب الأهلية الأرجنتينية، حيث كان لدى المقاطعات وجهات نظر متضاربة حول المنظمة الوطنية. دعم الفدراليون الحكم الذاتي للمقاطعات، ودعم حزب الموحدين المركزية السياسية للبلاد في بوينس آيرس. كان الدستور الأرجنتيني لعام 1819 الذي صاغه كونغرس توكومان شديد المركزية. تم إلغاؤه في عام 1820 بعد الانتصار الفيدرالي في معركة سيبيدا. كما تم إلغاء مكتب المدير الأعلى لمقاطعات ريو دي لا بلاتا رئيس الدولة في ذلك الوقت. ظلت المقاطعات موحدة كدولة بموجب معاهدة بيلار، ولكن بدون أي دستور أو رئيس دولة في الوقت الحالي. تُعرف هذه الفترة باسم «فوضى العام XX».
تضمنت معاهدة بينيغاس بين بوينس آيرس وسانتا في اتفاقية للدعوة إلى جمعية تأسيسية جديدة، والتي ستعمل في مدينة قرطبة. لم تذكر المعاهدة النظام السياسي الذي سيتم مناقشته في الجمعية، ولا رد الفعل على الغزو البرازيلي لوسو لباندا أورينتال. وحضر الجمعية ممثلو بوينس آيرس وسانتا في وقرطبة وميندوزا وسان خوان ولا ريوخا وسانتياغو ديل إستيرو وتوكومان وسان لويس. ومع ذلك فإن الشكاوى القانونية لممثلي بوينس آيرس لم تسمح للجمعية ببدء عملها. تم إغلاق التجمع بعد ذلك بوقت قصير.
وقعت بوينس آيرس وسانتا في وإنتري ريوس وكورينتس المعاهدة الرباعية، للدعوة إلى جمعية تأسيسية جديدة، هذه المرة في بوينس آيرس. مرة أخرى لم يحدد النظام السياسي. انعقدت الجمعية الجديدة في بوينس آيرس في 27 فبراير. وحيث أن عدد الممثلين كان متناسبًا مع عدد السكان، كان لدى بوينس آيرس أكبر عدد. وافقت اثنتا عشرة مقاطعة من أصل ثلاثة عشر على عقد المؤتمر في بوينس آيرس واقترح سان لويس توكومان.